# Крутово (Ковровский район)
Крутово — село в Ковровском районе Владимирской области России, входит в состав Новосельского сельского поселения.

## География
Село расположено на берегу реки Нерехта (приток Клязьмы) в 15 км на юго-восток от центра поселения посёлка Новый, в 17 км на юг от райцентра города Ковров и в 2,5 км от федеральной автодороги М7 «Волга».

## История
В старинных документах село упоминается под названием «Крутое». Очевидно, оно возникло из-за высокого холма на правом берегу Нерехты. Вплоть до XVIII столетия название села писалось именно «Крутое» и лишь позднее оно трансформировалось в «Крутово». Самое раннее упоминание о селе находится в меновой грамоте между царём Иваном IV Грозным и его двоюродным братом князем Владимиром Андреевичем Старицким. По этой грамоте, составленной 11 марта 1566 года, князь в обмен на Звенигород получал от Ивана Васильевича город Верею, а в придачу к городу «волость Пожар да село Крутое з деревнями и с почитки».
В 1574-1575 годах в селе Крутое упоминается «храм Благовещенье Пречистые Богородицы, стоит без пенье, в том же селе монастырек белой, а в нем церковь святая Пятница». Это первое документальное свидетельство о крутовском храме. Кроме этой церкви упоминается монастырь с Пятницким храмом, стоящий на «белой» земле (свободной от податей). Судя по определению, «монастырек» был незначителен по своим размерам и в более поздних архивных документах не упоминается. По всей вероятности, он прекратил своё существование во времена Великой Смуты. К концу XVII века, сменив несколько владельцев, село Крутое перешло во владение дворян Владыкиных. В 1670 году оно было пожаловано Фёдору Васильевичу Владыкину «за его многую службу». В вотчине рода Владыкиных село оставалось до 1790-х годов. Всё это время сельским храмом была деревянная Благовещенская церковь. В 70-х годах XVIII века в Крутово начал строиться новый каменный храм. Строителем церкви стал тогдашний помещик, отставной подпоручик Михаил Иванович Владыкин. Этим богоугодным поступком Владыкин надеялся избавиться от тяжёлого недуга, одолевавшего его. В 1780 году церковь была построена, но крутовский помещик не присутствовал при её освящении. Он скончался летом 1779 года и был погребён при ещё строящемся храме. Каменный храм освятили в прежнее наименование – Благовещения Пресвятой Богородицы. В то же время при церкви была построена каменная колокольня. В 1814 году на средства вдовы бригадирши Александры Михайловны Танеевой, дочери Михаила Ивановича Владыкина, и усердием церковного старосты, крестьянина Дмитрия Осипова, был пристроен придел к холодному Благовещенскому храму. Как вспоминал внук Танеевой, юрист и философ Владимир Иванович Танеев (брат композитора Сергея Ивановича Танеева), «Александра Михайловна жила долго после него [мужа – И.М. Танеева], занималась хозяйством и разоряла своё имение. Она была очень религиозна, совершала постоянные пожертвования и ставила в церквах иконостасы и даже воздвигла целый храм». Тёплый придел освятили в память о некогда стоявшей в селе монастырской церкви во имя святой великомученицы Параскевы. Холодный храм был увенчан большой главою, над Пятницким приделом возвышалась главка поменьше, а колокольня завершалась шпилем. Позднее церковь и прилегающее к ней кладбище были обнесены деревянной оградой с каменными столбиками. В 1852 году вместо обветшавшего тёса крыша церкви была покрыта железом. 
В конце XIX века Крутово считалось крупным торговым селом. Помимо сельских базаров, собиравшихся там каждую неделю, два раза в год устраивались ярмарки – одна в десятую пятницу после Пасхи, другая – 28 октября (по старому стилю) в день престольного праздника в честь святой великомученицы Параскевы.
В конце XIX — начале XX века село входило в состав Великовской волости Ковровского уезда. 
3 июня 1939 года Благовещенская церковь была закрыта решением Ивановского облисполкома. Очевидно, что к этому моменту богослужения в ней уже не совершались, а это решение было лишь официальной точкой. Кладбище и ограда вокруг храма были стёрты с лица земли. В последующие после закрытия церкви годы её здание использовалось под клуб и в качестве складского помещения. Позже оно и вовсе было заброшено. 
В годы Советской Власти и вплоть до 2005 года село являлось центром Крутовского сельсовета (с 1998 года — сельского округа), центральная усадьба совхоза «Новая жизнь».

## Население
| 1859 | 1905 | 1926 | 2002 | 2010 | 2021 |
| ---- | ---- | ---- | ---- | ---- | ---- |
| 414  | ↗484 | ↘480 | ↗523 | ↘498 | ↘414 |

## Достопримечательности
В селе находится действующая церковь Благовещения Пресвятой Богородицы (1778—1780).